# Boží muka (Lochkov)
Boží muka v Lochkově v Praze stojí v jižní části obce při cestě na most přes Pražský okruh směrem k Radotínu. Jsou chráněna jako nemovitá kulturní památka České republiky.

## Historie
Boží muka pocházejí z poloviny 19. století.

## Popis
Sloupek na rozšířeném soklu má hranolový tvar. Jeho horní část je zakončena hranolovitým nástavcem krytým nízkou sedlovou stříškou krytou bobrovkami. Na čelní straně nástavce je půlkruhem zaklenutá nika, ve které je umístěna replika sošky Panny Marie s Ježíškem na ruce. Niku chrání kovaná mřížka.